# Ladbrokes Coral

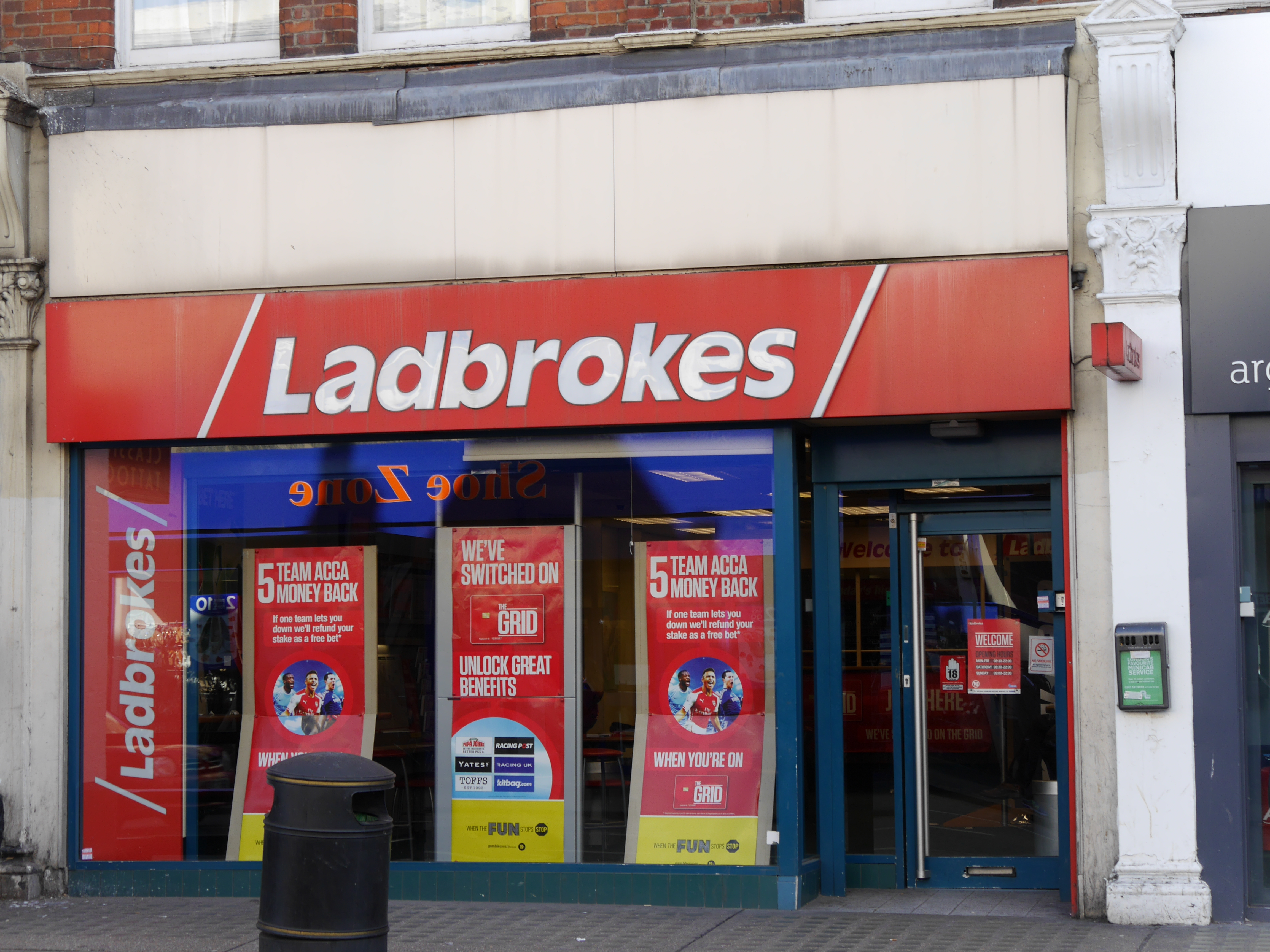
Ladbrokes, North End Road, Fulham, London

Ladbrokes Coral Group plc este o companie britanică de pariuri și jocuri de noroc. Are sediul în Londra. A deținut anterior marca de hotel Hilton în afara Statelor Unite și a fost cunoscută sub denumirea de Hilton Group plc în perioada 1999-2006. În noiembrie 2016, Ladbrokes și-a achiziționat rivalul, Gala Coral Group, și și-a schimbat denumirea la Ladbrokes Coral. Acest site este interzis în România de Oficiul Național pentru Jocuri de Noroc.
Compania a fost listată la Bursa de Valori din Londra și a fost membru al FTSE 250 Index, până când a fost achiziționată de GVC Holdings în martie 2018.